# Xiao Ruoteng
Xiao Ruoteng (chinesisch 肖若腾, Pinyin Xiào Ruòténg; * 30. Januar 1996 in Peking) ist ein chinesischer Kunstturner. Bei den Olympischen Sommerspielen 2020 in Tokio gewann er drei Medaillen.

## Karriere
Ruoteng nahm 2015 in Glasgow erstmals an Weltmeisterschaften teil. Er gewann dort im Mannschaftsmehrkampf eine Bronzemedaille. Im Jahr 2016 verletzte er sich am Ellenbogen, weshalb er nicht an den Olympischen Spielen teilnehmen konnte.
In Montreal wurde Ruoteng 2017 Weltmeister im Mehrkampf. Er gewann außerdem die Bronzemedaille am Pauschenpferd. Im folgenden Jahr wurde Ruoeng in Dona Weltmeister am Pauschenpferd und im Mannschaftsmehrkampf.
Bei seinen ersten Olympischen Spielen, 2021 in Tokio, qualifizierte sich Ruoteng in drei Disziplinen für das Finale, in dem er jeweils eine Medaille gewann. Im Mehrkampf gewann er hinter Daiki Hashimoto die Silbermedaille, während Nikita Nagorny, Weltmeister von 2019, Bronze gewann. Am Boden zeigte Ruoteng die Übung mit der besten Ausführung. Er gewann im Endergebnis hinter Olympiasieger Artem Dolgopyat und Rayderley Zapata die Bronzemedaille. Im Mannschaftsmehrkampf gewann er die Bronzemedaille, wobei er im Finale in allen sechs Disziplinen antrat.
Bei den Olympischen Spielen 2024 in Paris gewann er Bronze im Mehrkampf und Silber mit der Mannschaft.